# Васарамяки
Ва́сарамяки (фин. Vasaramäki, швед. Hammarbacka) — один из центральных районов города Турку, входящий в округ Скансси-Уиттамо.

## Географическое положение
Район расположен к юго-востоку от центральной части Турку и граничит с районами Купиттаа, Итяхарью, Курьенмяки, Луолавуори, Пелтола, Скансси и районом Хухкола.
На территории района расположено центральное кладбище города, основанное в 1807 году и занимающее в настоящее время площадь 59,2 гектара.

## Население
В 2004 году население района составляло 3 949 человек, из которых дети моложе 15 лет составляли 12,64 %, а старше 65 лет — 24,21 %. Финским языком в качестве родного владели 92,68 %, шведским — 5,95 %, а другими языками — 1,37 % населения района.